# فهرست علائم و نشانه‌های بیماری‌ها
در هر بیماری علامتها و نشانه‌هایی بروز می‌کند که ممکن است منحصر به آن بیماری باشد یا اینکه در چند بیماری دیگر نیز دیده شوند. این فهرست اسامی علایم و نشانه‌ها است. باید توجه داشت که برخی از علامتها باید به شدت خاصی برسند تا به عنوان علامت بیماری مطرح شوند مانند افزایش وزن.

## آ
- آسیت
- آبریزش بینی
- آنوسمی

## ا
- اختلال حرکت مفصل
- اختلال رشد کودک
- خیز
- اسهال
- استفراغ
- اشک ریزش
- افزایش وزن
- افت فشار خون
- التهاب پوست
- اکیموز

## ب
- بالا بودن فشار خون
- بثورات
- بزرگی تیروئید
- بزرگی طحال
- بزرگی کبد
- بی اشتهایی
- بی‌حالی
- بی دمی
- بیهوشی

## پ
- پرنوشی
- پورپورا
- پارزی

## ت
- تاری دید
- تب
- تپش قلب
- تشنج
- تعریق زیاد
- تغییر عمده در اجابت مزاج
- تغییر رنگ ادرار
- تغییر رنگ پوست
- تغییر رنگ چشم
- تکرر ادرار
- تنگی نفس
- تورم
- توهم
- تهوع

## ح
- حرکات غیرارادی ناهنجار عضلات مانند رعشه، گرفتگی ناگهانی، پرش عضلانی، حرکت‌پریشی

## خ
- خارش
- خس خس سینه
- خشونت صدا
- خونریزی
- خون پنهان در مدفوع

## د
- درد
- دفع سنگ در ادرار
- دل‌تنگی
- درد قفسه‌سینه
- دل درد
- دل پیچه

## ر
- رنگ پریدگی
- ریزش مو

## ز
- زخم
- زردی

## س
- سرفه
- سردرد
- سرگیجه
- سفتی گردن (ردور گردنی)
- سکسکه
- سوزش ادرار
- سوزش چشم
- سوزش پوست

## ص
- صداهای غیرطبیعی در قلب (مانند سوفل‌ها)
- صداهای غیرطبیعی در ریه (مانند رال)

## ض
- ضعف

## ع
- عدم دفع مدفوع
- عدم تعادل
- عدم واکنش مردمک چشم به نور
- عطسه

## ف
- فشارخون بالا
- فشار بالای چشم

## ک
- کاردیومگالی
- کاهش حجم ادرار
- کاهش بینایی
- کاهش رفلکسها
- کاهش وزن
- کاهش هشیاری
- کبود شدن پوست
- کنددمی

## گ
- گرمی مفصل
- گر گرفتن
- گزگز
- گلودرد

## ل
- لرز
- لنفادنوپاتی
- لنگیدن

## م
- ملنا
- میدریاز
- مفصل

## ن
- ناکچوری

## و
- وزوز گوش
- وجود خون در خلط
- وجود خون در ادرار

## ه
- هماتوشزی

## ی
- یبوست